# Draba jorullensis
Draba jorullensis là một loài thực vật có hoa trong họ Cải. Loài này được Kunth mô tả khoa học đầu tiên năm 1821.